# Lilla Angsjön
Lilla Angsjön är en sjö i Ronneby kommun i Blekinge och ingår i Vierydsåns huvudavrinningsområde. Sjön är 16,7 meter djup, har en yta på 0,0527 kvadratkilometer och är belägen 77,6 meter över havet.

## Delavrinningsområde
Lilla Angsjön ingår i det delavrinningsområde (624451-146261) som SMHI kallar för Mynnar i Vierydsån. Medelhöjden är 77 meter över havet och ytan är 50,45 kvadratkilometer. Det finns inga avrinningsområden uppströms utan avrinningsområdet är högsta punkten. Fröjadalsbäcken som avvattnar avrinningsområdet har biflödesordning 2, vilket innebär att vattnet flödar genom totalt 2 vattendrag innan det når havet efter 13 kilometer. Avrinningsområdet består mestadels av skog (67 procent) och jordbruk (16 procent). Avrinningsområdet har 2,52 kvadratkilometer vattenytor vilket ger det en sjöprocent på 5 procent.